# Onthophagus fuscopunctatus
Onthophagus fuscopunctatus är en skalbaggsart som beskrevs av Johan Christian Fabricius 1798. Onthophagus fuscopunctatus ingår i släktet Onthophagus och familjen bladhorningar. Inga underarter finns listade i Catalogue of Life.